# بيتر موراليس
بيتر موراليس (بالإنجليزية: Peter Morales)‏ هو عالم عقيدة أمريكي، ولد في القرن العشرين في تكساس في الولايات المتحدة.